# Guenuha’an (Odomau)
Guenuha’an (Guenuhaan) ist eine osttimoresische Aldeia im Suco Odomau (Verwaltungsamt Maliana, Gemeinde Bobonaro). 2015 lebten in der Aldeia 1113 Menschen.

## Geographie
Guenuha’an nimmt fast das gesamt Hauptterritorium der drei Gebietes des Sucos Odomau ein. Nur die Südostspitze gehört zur Aldeia Rai Maten. Im Südwesten grenzt Guenuha’an an den Suco Tapo/Memo. Hier bildet der Sosso, ein Nebenfluss des Nunuras die Grenze. Südlich liegt der Suco Lahomea, östlich der Suco Raifun und nordöstlich und nördlich der Suco Ritabou.
Im Süden reicht Malianas Stadtteil Guenuha’an in die gleichnamige Aldeia hinein. An der Grenze zu Rai Maten liegt die kompakte Siedlung Ramaskora und im äußersten Nordwesten Guenuha’ans die verstreut liegenden Häuser von Utedai.

## Politik
2023 wurde Augusto Faustino zum Chefe de Aldeia gewählt.